# Otoglossum weberbauerianum
Otoglossum weberbauerianum är en orkidéart som först beskrevs av Friedrich Fritz Wilhelm Ludwig Kraenzlin, och fick sitt nu gällande namn av Leslie Andrew Garay och Galfrid Clement Keyworth Dunsterville. Otoglossum weberbauerianum ingår i släktet Otoglossum och familjen orkidéer. Inga underarter finns listade i Catalogue of Life.